# Justo León Bengoa
Justo León Bengoa (Buenos Aires, 14 de enero de 1907 - Buenos Aires, 2 de junio de 1979) fue un militar argentino, general de brigada del Ejército, miembro del GOU y partícipe del golpe de Estado de 1955 que derrocó al presidente constitucional Juan Domingo Perón. Posteriormente fue brevemente ministro de Ejército de la Revolución Libertadora junto al general de división Eduardo Lonardi (septiembre-noviembre de 1955). Abandonó el gobierno relevado por el ala dura del antiperonismo.

## Biografía
Egresó del Colegio Militar de la Nación en 1925, y prestó servicios en distintos destinos. Tras cursar el curso de Oficial de Estado Mayor en la Escuela Superior de Guerra, fue profesor de la misma durante muchos años. También fue director del Centro de Altos Estudios del Ejército Argentino.
Fue miembro del GOU y desde ese puesto participó en la Revolución del 43. En un documento del FBI fechado el 14 de julio de 1945, se menciona su nombre por su presunta participación en la fuga de Adolf Hitler a la Argentina. El entonces Mayor León Bengoa habría acompañado al dictador nazi a su refugio en la provincia del Chaco  En 1953 se le encargó la investigación sobre las acusaciones de corrupción contra Juan Duarte, cuñado del presidente Juan Domingo Perón, que terminó en la muerte del acusado, presumiblemente por suicidio. En 1954 fue nombrado jefe del III Cuerpo de Ejército, y se mantuvo leal a Perón. De ideología nacionalista y marcadamente católico, el conflicto entre Perón y la Iglesia lo instó a unirse a los conspiradores contra el gobierno. Aunque pareció apoyar a Perón durante el bombardeo de la Plaza de Mayo en junio de 1955, más tarde se supo que había planeado unirse al ataque, pero estando aún en Buenos Aires lo sorprendió el movimiento, que había sido adelantado. En ese momento era titular de la III Brigada de Ejército con asiento en Paraná.
El general Lucero lo separó del mando del II Cuerpo, con lo cual confirmó su identificación con el inminente golpe de Estado; conspiró con varios jefes militares, pero no pudo organizar un golpe como el que condujo en el mes de septiembre el general Eduardo Lonardi. Al estallar el golpe y apenas se supo que Perón había delegado el mando, asumió por su propia autoridad el comando de la Policía Federal Argentina. Cuando Lonardi tomó el poder lo nombró su ministro de Ejército.
En el gobierno de la Revolución Libertadora fue uno de los ministro de orientación nacionalista, en un gabinete en el que Lonardi había querido buscar equilibrio entre estos y los "liberales"; pero estos últimos ansiaban ascender rápidamente y controlar el Ejército, expulsando del mismo a todos los oficiales peronistas. Como Bengoa sólo ordenó el pase a retiro de los oficiales más estrechamente ligados al peronismo y que habían enfrentado con las armas a Lonardi, decidieron desplazar al ministro. Tratando de anticiparse a esto, en el mes de noviembre Bengoa se negó a expulsar a varios oficiales superiores cuestionados por el vicepresidente, almirante Rojas, y ofreciendo su renuncia al presidente de facto. Contra lo que Bengoa esperaba, Lonardi aceptó su renuncia diciendo que "no cambiaría el rumbo e impediría que otros lo hagan". Lo reemplazó por el general liberal Arturo Ossorio Arana, que dirigió una purga masiva de oficiales considerados peronistas. Pocos días más tarde, Lonardi fue también obligado a renunciar. Todos los ministros nacionalistas fueron separados de sus cargos por su sucesor, Pedro Eugenio Aramburu.
En febrero de 1956 pasó a retiro y se dedicó a conspirar con otros militares para desplazar al nuevo dictador, Aramburu, pero nunca logró apoyo de oficiales con mando de tropas. 
Desde inicios de 1956 Bengoa se convirtió en referente de una corriente nacionalista que criticaba fuertemente la orientación liberal del gobierno y la represión de toda actividad sindical, y publicó un periódico de esa orientación, llamado Bandera Popular. Algunos grupos neoperonistas llegaron a plantear la posibilidad de lanzar su candidatura presidencial para 1958, acompañado a Alejandro Leloir. En noviembre de 1956 fue arrestado por suponérselo parte de un complot para derrocar a Aramburu, permaneciento en la cárcel hasta junio del año siguiente. En las elecciones presidenciales de 1963, obtuvo un voto como candidato a presidente en el colegio electoral de Tucumán.

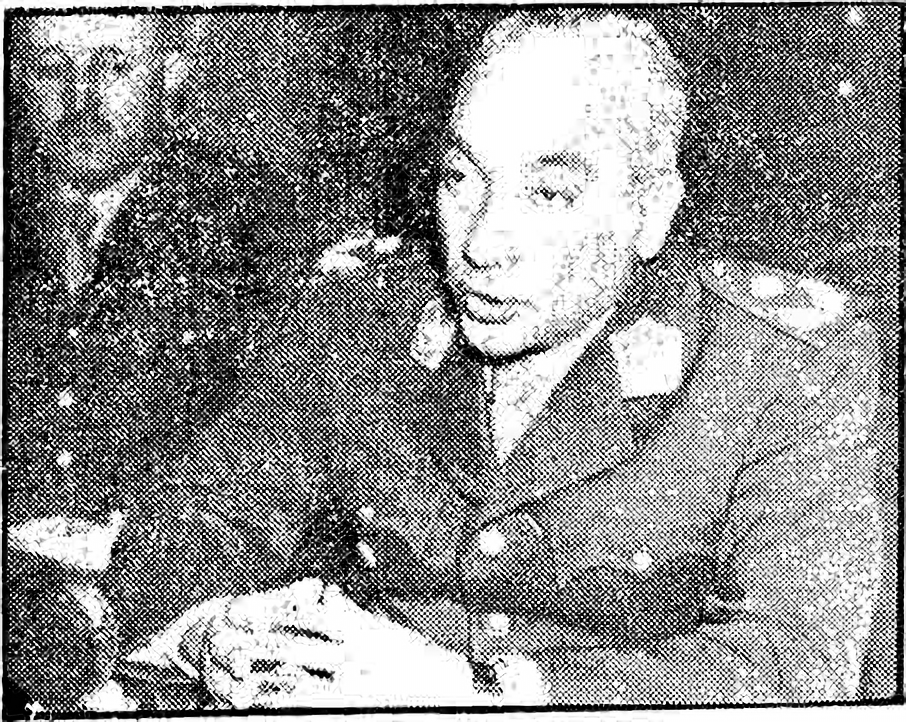
El general León Bengoa, ministro de ejército de Eduardo Lonardi, informa a la prensa sobre la decisión tomada por el tribunal de honor acerca de la conducta del presidente depuesto Juan Domingo Perón, que perdería el rango y el derecho de usar el uniforme militar. Diario Clarín, 1 de noviembre de 1955.

Falleció en Buenos Aires en el año 1979.